# Muránska Lehota
Muránska Lehota je obec na Slovensku v okrese Revúca. Leží v jižní části Slovenského rudohoří asi 13 km jihozápadně od Revúce. Žije zde 199 obyvatel. První písemná zmínka pochází z roku 1453.
V obci se nachází klasicistní římskokatolický Kostel Narození Panny Marie z roku 1826.